# Ec 4/5
Als Ec 4/5 werden nach der Bauartbezeichnung der Schweizer Lokomotiven und Triebwagen alle Tender-Dampflokomotiven bezeichnet, die vier Treibachsen und eine Laufachse besitzen, wenn ihre Höchstgeschwindigkeit bei 60 Kilometer pro Stunde oder 65 Kilometer pro Stunde liegt. Obwohl andere Achsfolgen möglich wären, wurden aber nur Lokomotiven mit der Achsfolge 1’D (Consolidation) gebaut.
- TSB Ec 4/5 Nr. 11–16 der Thunerseebahn, der Spiez-Frutigen-Bahn und der Erlenbach-Zweisimmen-Bahn (1899–1902)
- SMB Ec 4/5 Nr. 11 (1911), siehe Solothurn-Münster-Bahn Ec 4/5